# إتش إم إس مالو (كيه 81)
كانت إتش إم إس مالو (كيه 81) فرقيطة من فئة فلاور كُلفت بالخدمة في البحرية الملكية والتي كانت بمثابة سفينة حراسة للقوافل خلال الحرب العالمية الثانية؛ خدمت مع البحرية الملكية في 1940-1944 ومع البحرية الملكية اليوغوسلافية في المنفى في 1944-1945. في الخدمة اليوغوسلافية تغير اسمها إلى نادا. كان تسليحها الرئيسي مدفعاً بحرياً واحداً عيار 4 بوصة (102 ملم) من طراز إم كيه 9، على الرغم من إضافة عدد كبير من المدافع الثانوية والمضادة للطائرات في نهاية الحرب. خلال الحرب رافقت ما مجموعه 80 قافلة أثناء الخدمة البريطانية، وأغرقت غواصة ألمانية واحدة، ورافقت 18 قافلة أخرى أثناء الخدمة اليوغوسلافية. بعد الحرب خدمت في البحرية اليوغوسلافية الوليدة باسم نادا أيضاً ثم بارتيزانكا، قبل إعادتها إلى البحرية الملكية في 1949. في وقت لاحق من ذلك العام انتقلت إلى البحرية المصرية حيث خدمت باسم السودان حتى إنهاء خدمتها في 1975.